# Dyckia
Dyckia ist eine Pflanzengattung in der Unterfamilie Pitcairnioideae innerhalb der Familie Bromeliengewächse (Bromeliaceae). Die etwa 176 Arten sind in Brasilien, Argentinien, Bolivien, Paraguay und Uruguay weitverbreitet.

## Beschreibung und Ökologie

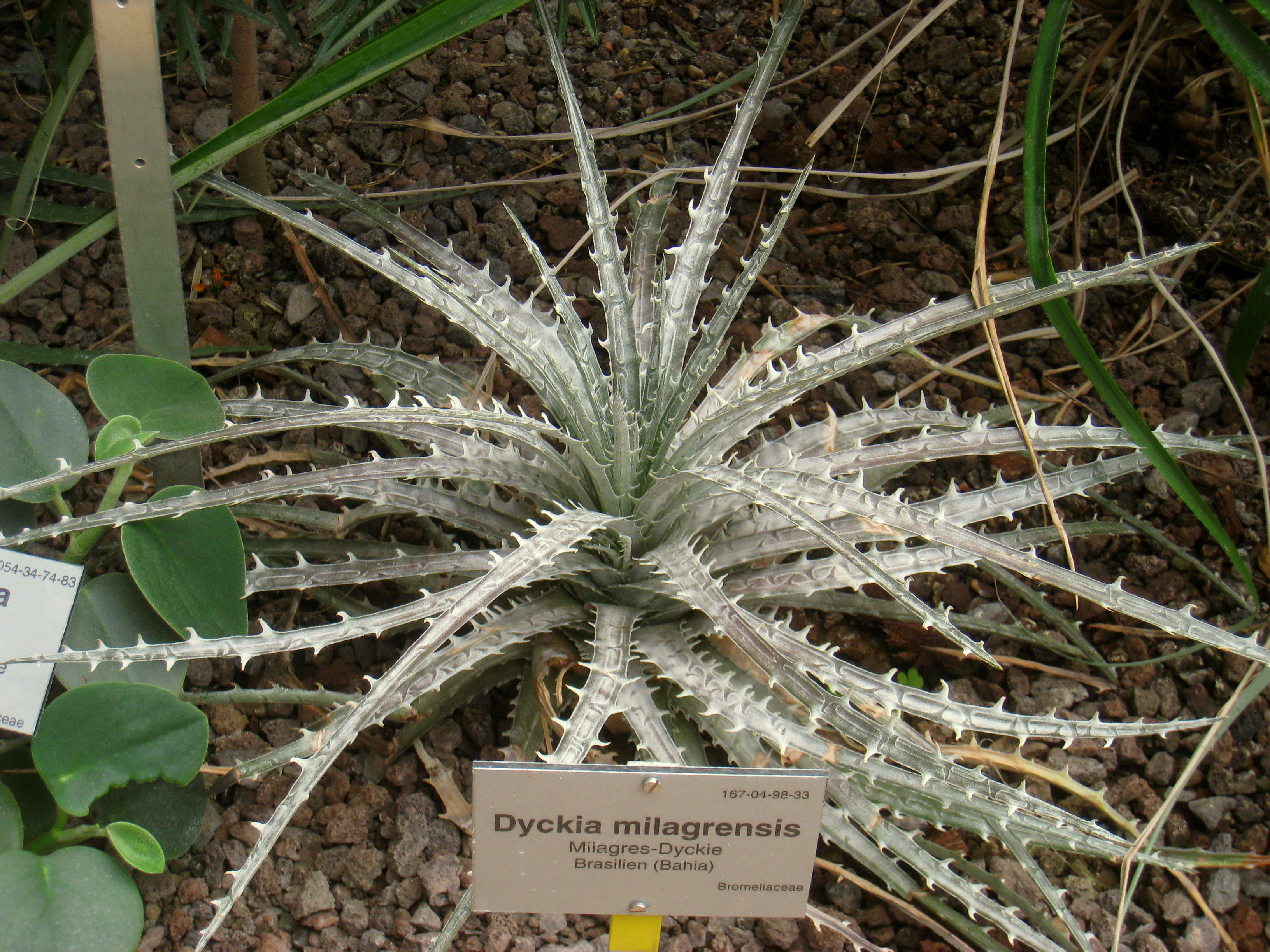
Habitus und bewehrte Laubblätter von Dyckia milagrensis

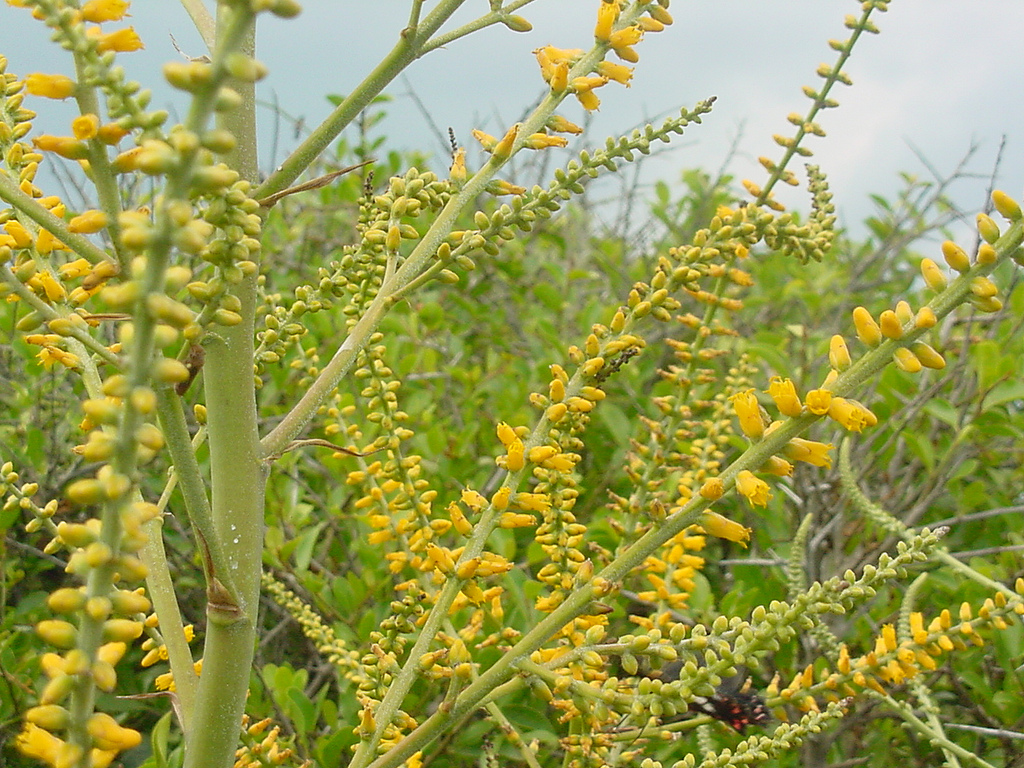
Ausschnitt eines Blütenstandes von Dyckia maritima

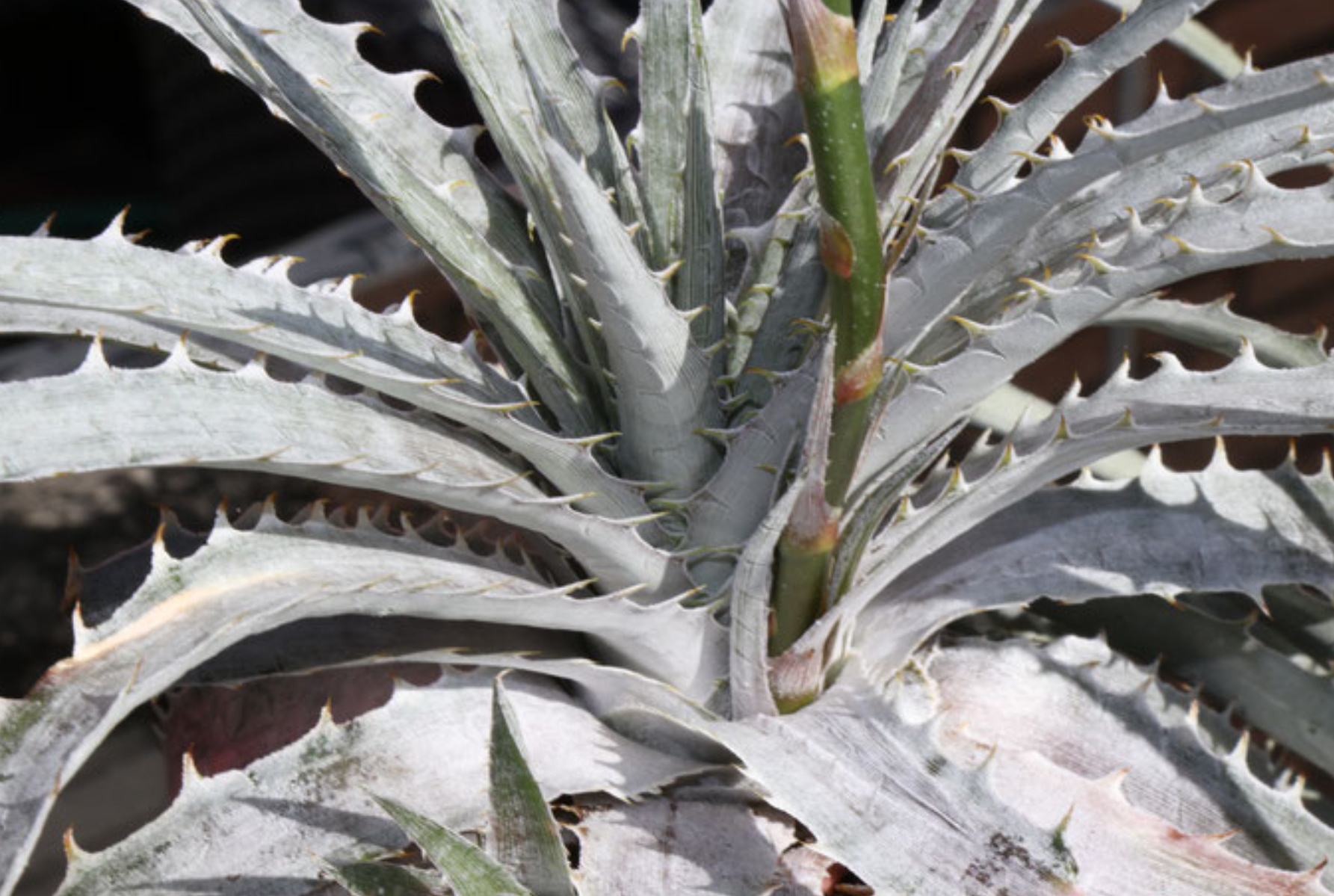
Holotypexemplar von Dyckia seringeriana

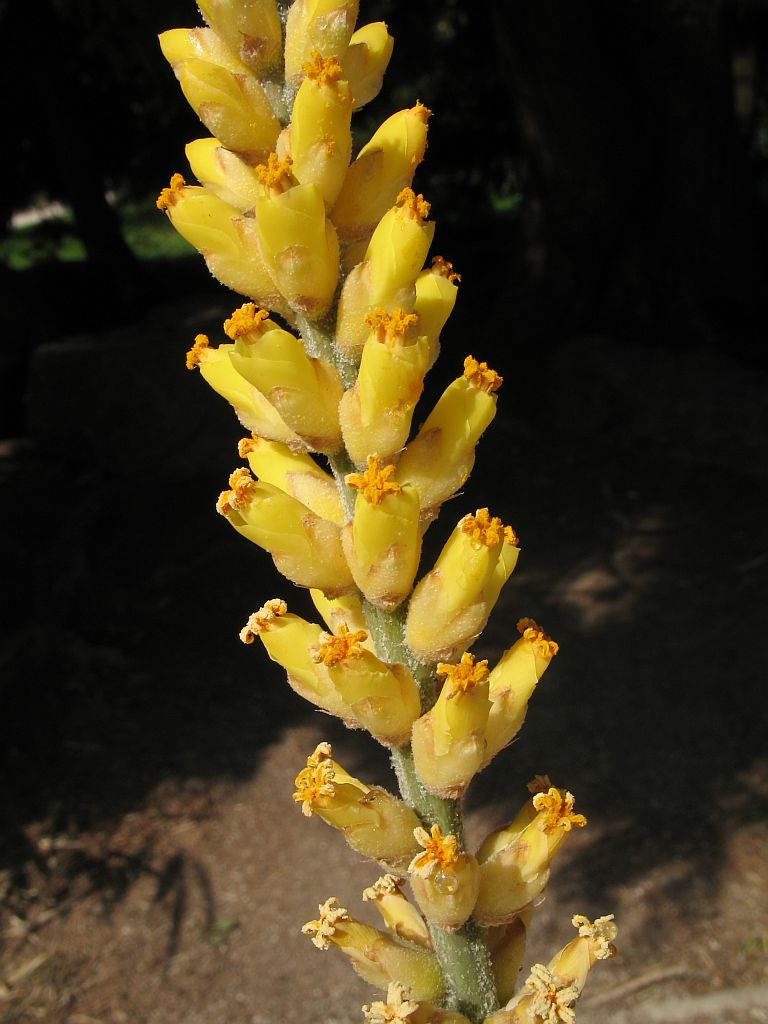
Ausschnitt eines Blütenstandes mit Blüten im Detail von Dyckia velascana

### Erscheinungsbild und Blätter
Die Dyckia-Arten wachsen terrestrisch oder lithophytisch als ausdauernde Xerophyten. Sie bilden kräftige, sprossbürtige Wurzeln. Die Pflanzen wachsen stammlos und sind durch seitliche Kindel oder lange unterirdische Rhizome horstbildend.
Die meist dicken Laubblätter stehen in einer grundständigen, dichten, ausgebreiteten Rosette. Die oft starren, harten Blattspreiten sind lanzettlich und laufen in eine scharfe Spitze aus. Die Blattränder sind sehr hart und dornig gesägt. Meist sind die Laubblätter (mindestens die Unterseite) silberweiß beschuppt. Es ist keine scharfe Abgrenzung von Wasserspeichergewebe und Assimilationsparenchym vorhanden.

### Blütenstände und Blüten
Als Ausnahme unter den Bromeliaceae befinden sich die Blütenstände immer seitenständig, es können also mehrere Blütenstände (im zeitlichen Abstand) von einer Blattrosette gebildet werden. Die einfachen oder verzweigten, traubigen, ährigen oder rispigen Blütenstände sind je nach Art 0,2 bis zu 2 Meter hoch. Entlang der Blütenstände befinden sich extraflorale Nektarien.
Die gestielten bis fast sitzenden Blüten sind geruchlos oder duften schwach. Die Blüten sind meist zwittrig; Ausnahmen sind beispielsweise Dyckia maritima, Dyckia selloa und Dyckia hebdingii, deren Blüten funktional eingeschlechtig sind. Die Blüten sind radiärsymmetrisch und dreizählig mit doppelter Blütenhülle. Es sind drei Kelchblätter vorhanden. Die drei nur an ihrer Basis verwachsenen, oft genagelten Kronblätter sind meist gelb über orangefarben bis rot, selten grün. Es sind zwei Kreise mit je drei fertilen Staubblättern vorhanden. Die relativ dicken Staubfäden sind frei, an ihrer Basis bis auf dem großen Teil ihrer Länge mit den Kronblättern verwachsen. Meist überragen die Staubblätter, die Kronblätter nicht, manchmal ragt der obere Bereich der Staubbeutel aus der Blütenkrone heraus und selten überragen die Staubblätter die Kronblätter deutlich. Drei Fruchtblätter sind zu einem oberständigen Fruchtknoten verwachsen. Der zylindrische, gerade Griffel endet in einer dreilappigen Narbe. Viele Arten sind selbstfertil.

### Früchte und Samen
Die dreifächerigen Kapselfrüchte enthalten viele Samen. Die keilförmigen Samen sind durch einen Hautrand geflügelt. Die Samenausbreitung erfolgt durch den Wind.

## Standorte
Dyckia-Arten wachsen in warmen, sonnigen Bereichen zwischen Felsen in Höhenlagen von bis zu 2000 Meter. In Brasilien gedeihen Dyckia-Arten meist in Höhenlagen von 0 bis über 1000 Metern, meist in sonnenexponierten Nischen der Vegetationseinheiten Mata Atlântica (Atlantischer Wald), Restinga, Caatinga, Campos Rupestres und Cerrado.

## Systematik und Verbreitung
Die Erstbeschreibung der Gattung Dyckia erfolgte 1830 durch Johann Jacob Römer und Julius Hermann Schultes Systema Vegetabilium, 7, 2, S. 65, 1194. Als Lectotypusart wurde 1955 Dyckia densiflora Schult. f. durch Lyman B. Smith (in ING Card No. 00365.) festgelegt. Der Gattungsname Dyckia ehrt den deutschen Amateurbotaniker und Gärtner Joseph zu Salm-Reifferscheidt-Dyck. Die Namensgebung wird in der Erstbeschreibung wie folgende kommentiert: “Nomen in honorem serenissimi Principis Jos. ad Salm-Reifferscheidt-Dyck etc. etc., qui amabili scientiae templum splendidissimum in terris suis dicavit, atque innumeris nitidissimisque thesauris locupletavit.” (übersetzt etwa: Der Name ehrt seine Durchlaucht Fürst Joseph zu Salm-Reifferscheidt-Dyck, der den glänzenden Tempel der Wissenschaft in seinem Land in Auftrag gab und ihn mit den prächtigsten Schätzen ausschmückte.) Synonyme für Dyckia Schult. & Schult. f. sind: Garrelia Gaudich., Prionophyllum C.Koch.
Das Verbreitungsgebiet der Gattung Dyckia erstreckt sich über fast ganz Südamerika. Hauptsächlich (etwa 83 %) kommen die Arten in Brasilien vor, einige Arten finden sich noch in Argentinien, Bolivien, Paraguay und Uruguay. In Brasilien kommen Arten in allen Regionen vor. Insgesamt gibt es in Brasilien 115 Arten und vier Varietäten, von denen 99 nur dort vorkommen. Die größte Artenvielfalt (37 Arten) befindet sich im südöstlichen Brasilien. Im Bundesstaat Minas Gerais gibt es 32 Arten, von denen 26 nur dort vorkommen.
| Nach Gouda et al. gibt es 2024 etwa 186 Arten und zwölf Varietäten in der Gattung Dyckia: |
| - Dyckia acutiflora Leme & Z.J.G.Miranda: Diese 2012 erstbeschriebene Art kommt nur im brasilianischen Bundesstaat Goiás vor. - Dyckia affinis Baker: Sie kommt nur auf dem Cerro de Parguari in Paraguay vor. - Dyckia agudensis Irgang & Sobral: Sie gedeiht in Höhenlagen von etwa 440 Metern nur im brasilianischen Bundesstaat Rio Grande do Sul. - Dyckia alba Winkler: Sie gedeiht an trockenen Sandsteinfelswänden in Brasilien. - Dyckia altoana P.J. Braun & K.-H. Tank: Sie wurde 2021 aus dem brasilianischen Bundesstaat Goiás erstbeschrieben. - Dyckia areniticola Leme: Sie wurde 2012 erstbeschrieben. Sie gedeiht an Sandsteinfelsen in Höhenlagen von etwa 640 Metern des Chapada dos Guimarães nur im brasilianischen Bundesstaat Mato Grosso. - Dyckia atratiflora P.J.Braun, Esteves & Scharf: Sie wurde 2009 in Die Bromelie erstbeschrieben. Sie gedeiht auf sandig-lehmigen Böden zwischen krautigen Pflanzen in Höhenlagen von etwa 870 Metern nur im brasilianischen Bundesstaat Goiás. - Dyckia aurea L.B.Sm.: Sie gedeiht in Höhenlagen von etwa 1200 Metern nur im brasilianischen Bundesstaat Goiás. - Dyckia barthlottii R.Vasquez & Ibisch: Sie wurde 2012 in Die Bromelie erstbeschrieben. Sie gedeiht terrestrisch in Trockenwäldern in Höhenlagen von etwa 280 Metern nur im bolivianischen Santa Cruz. - Dyckia beateae E.Gross & Rauh: Sie gedeiht auf flachen Sandsteinfelsen nur im brasilianischen Bundesstaat Mato Grosso. - Dyckia bernhardii P.J. Braun, Heimen, Larocca & Seringer: Sie wurde 2024 aus dem brasilianischen Bundesstaat Goiás erstbeschrieben. - Dyckia brachyphylla L.B.Sm.: Sie gedeiht terrestrisch im Cerrado steilen Felshängen mit dünnen Auflagen von kiesigen Böden in Höhenlagen von etwa 1300 Metern nur im brasilianischen Bundesstaat Minas Gerais. - Dyckia brachystachya Rauh & E.Gross: Sie gedeiht auf Quarzstein in Höhenlagen von etwa 1000 Metern nur im brasilianischen Bundesstaat Bahia. - Dyckia bracteata (Wittm.) Mez (Syn.: Dyckia dissitiflora var. bracteata Wittm.): Sie gedeiht terrestrisch oder lithophytisch nur im brasilianischen Bundesstaat Minas Gerais. - Dyckia brasiliana L.B.Sm.: Dieser Endemit gedeiht terrestrisch in einer offenen Strauchvegetation im Cerrado in Höhenlagen von 975 bis 1225 Metern nur im brasilianischen Distrito Federal do Brasil. - Dyckia braunii Rauh: Sie gedeiht terrestrisch zwischen Gräsern und niedrigen Sträuchern in Höhenlagen von etwa 1400 Metern nur im brasilianischen Bundesstaat Goiás. - Dyckia brevifolia Baker (Syn.: Dyckia gemellaria Baker ex Mez, Dyckia princeps hort. ex Mez, Dyckia rariflora sensu Wittm. non Schultes f., Dyckia sulphurea C.Koch): Sie ist in den brasilianischen Bundesstaaten Minas Gerais, Santa Catarina, São Paulo sowie im Distrito Federal do Brasil verbreitet. Sie gedeiht an Fließgewässern in Höhenlagen von 30 bis 400 Metern. - Dyckia burchellii Baker: Sie gedeiht terrestrisch und lithophytisch in Höhenlagen von 400 bis 800 Metern nur im brasilianischen Bundesstaat Goiás. - Dyckia burle-marxii L.B.Sm. & R.W.Read: Sie kommt nur im brasilianischen Bundesstaat Bahia vor. - Dyckia cabrerae L.B.Sm. & Reitz: Sie gedeiht auf trockenen offenen Böden und auf Felsen in Höhenlagen von 700 bis 1000 Metern nur im brasilianischen Bundesstaat Santa Catarina. - Dyckia cangaphila P.J.Braun, Esteves & Scharf: Sie wurde 2010 in Die Bromelie, 3, S. 104–111 erstbeschrieben. Sie gedeiht terrestrisch hauptsächlich im Gipfelbereich von Tafelbergen meist in Schotterablagerung von „pedra canga“, aber auch auf sowie zwischen rötlichen Sandsteinfelsen, in voller Sonne oder im Halbschatter unter kleinen Bäumen und Sträuchern. Dyckia cangaphila ist vergesellschaftet mit anderen Bromeliceae, Vellozia-Arten sowie Kakteen. Sie kommt in Höhenlagen von etwa 680 Metern nur im brasilianischen Bundesstaat Goiás vor. - Dyckia choristaminea Mez: Sie gedeiht auf offenen felsigen Untergrund in Höhenlagen von etwa 80 Metern nur im brasilianischen Bundesstaat Rio Grande do Sul vor. - Dyckia cinerea Mez: Sie gedeiht auf Gipfelbereichen in Höhenlagen von etwa 1400 Metern nur im brasilianischen Bundesstaat Minas Gerais. - Dyckia commixta Hassler (Syn.: Dyckia floribunda sensu Chodat non Griseb.): Sie ist in Brasilien sowie Paraguay verbreitet. - Dyckia conceicionensis O.B.C.Ribeiro & Leme: Sie wurde 2015 erstbeschrieben. Sie gedeiht im Campos Rupestres in Höhenlagen von etwa 1000 Metern nur im brasilianischen Bundesstaat Minas Gerais. - Dyckia consimilis Mez: Sie gedeiht lithophytisch an Felshängen in Höhenlagen von 1300 bis 1400 Metern nur im brasilianischen Bundesstaat Minas Gerais. - Dyckia coximensis L.B.Sm. & Reitz: Sie kommt nur im brasilianischen Bundesstaat Mato Grosso vor. - Dyckia crassifolia Rauh: Sie gedeiht in Trockenwäldern in Höhenlagen von etwa 1200 Metern nur im bolivianischen Santa Cruz. - Dyckia crocea L.B.Sm.: Sie gedeiht an trockenen, offenen Standorten nur im brasilianischen Bundesstaat Paraná. - Dyckia dawsonii L.B.Sm.: Dieser Endemit gedeiht an Felsen nur entlang eines Cerrado-Canyons 20 km östlich von Formoso in der südlichen Serra Dourada im brasilianischen Bundesstaat Goiás vor. - Dyckia delicata Larocca & Sobral: Diese 2012 erstbeschriebene Art kommt nur im brasilianischen Bundesstaat Rio Grande do Sul vor. - Dyckia deltoidea (L.B.Sm.) L.B.Sm. (Syn.: Dyckia coccinea var. deltoidea L.B.Sm., Dyckia tuberosa var. deltoidea (L.B.Sm.) L.B.Sm.): Sie gedeiht in Höhenlagen von etwa 740 Metern nur im brasilianischen Bundesstaat Parana. - Dyckia densiflora Schultes f.: Sie gedeiht lithophytisch an Felshängen in Höhenlagen von 1070 bis 1200 Metern nur im brasilianischen Bundesstaat Minas Gerais. - Dyckia dissitiflora Schultes f.: Sie gedeiht lithophytisch im dichten Gebüsch in der Caatinga in den brasilianischen Bundesstaaten Piauí sowie Minas Gerais. - Dyckia distachya Hassl. (Syn.: Dyckia distachya f. induta Hassl., Dyckia interrupta Mez): Sie gedeiht terrestrisch in Brasilien sowie Paraguay. - Dyckia divaricata Leme & H.Büneker: Sie wurde 2015 erstbeschrieben. Sie gedeiht in großen Beständen auf Felsen in Höhenlagen von etwa 480 Metern nur im brasilianischen Bundesstaat Mato Grosso do Sul. - Dyckia domfelicianensis T.Strehl: Diese 2005 erstbeschriebene Art kommt nur im brasilianischen Bundesstaat Rio Grande do Sul vor. Sie gedeiht lithophytisch in felsigen Gebieten zwischen Gras. - Dyckia duckei L.B.Sm.: Sie gedeiht lithophytisch und terrestrisch in Höhenlagen von 300 bis 425 Metern in den brasilianischen Bundesstaaten Pará sowie Maranhão. - Dyckia dusenii L.B.Sm.: Sie gedeiht an senkrechten Felswänden und im trockenen „Campo“ in Höhenlagen von 800 bis 950 Metern nur im brasilianischen Bundesstaat Parana. - Dyckia edwardii P.J.Braun, Esteves & Scharf: Sie wurde 2008 in Die Bromelie, 3, S. 116–123 erstbeschrieben und kommt nur im brasilianischen Bundesstaat Goiás vor. Sie gedeiht an Granitfelsen und in felsigen Böden nahe bei den Felsen, in Sträuchern sowie an Bäumen im trockenen Typ des „Campo cerrado“ in Höhenlagen von etwa 710 Metern. - Dyckia elata Mez: Sie kommt nur im brasilianischen Bundesstaat Minas Gerais vor. - Dyckia elisabethae Winkler: Dieser Endemit gedeiht Granithügeln mit feuchten Grund nur im brasilianischen Bundesstaat Rio Grande do Sul. - Dyckia elongata Mez: Sie gedeiht lithophytisch in Höhenlagen von etwa 450 Metern nur im brasilianischen Bundesstaat Bahia. - Dyckia eminens Mez: Sie kommt nur im brasilianischen Bundesstaat Goiás vor. - Dyckia encholirioides (Gaudich.) Mez: Es gibt zwei Varietäten: - Dyckia encholirioides (Gaudich.) Mez var. encholirioides (Syn.: Dyckia altissima sensu Baker, Dyckia catharinensis C.Koch, Dyckia catharinensis var. dentate Wittm.): Sie gedeiht auf Felsen und Sand entlang der Küste der brasilianischen Bundesstaaten São Paulo, Paraná, Santa Catarina sowie Rio Grande do Sul. - Dyckia encholirioides var. rubra (Wittmack) Reitz (Syn.: Dyckia rubra Wittm.): Sie gedeiht auf Felsen und Sand entlang der Küste nur des brasilianischen Bundesstaates Santa Catarina. - Dyckia espiritosantensis Leme & A.P.Fontana: Sie wurde 2010 aus dem brasilianischen Bundesstaat Espírito Santo erstbeschrieben. Sie wurde bisher nur terrestrisch in flachgründigen Böden auf den oberen Bereichen von Hügeln wachsend in Höhenlagen von etwa 200 Metern nur in São Roque do Canaã gefunden. - Dyckia estevesii Rauh: Sie gedeiht terrestrisch einzeln oder in Gruppen in einem laubabwerfenden Wald nur im brasilianischen Bundesstaat Goiás. - Dyckia excelsa Leme: Sie war bisher nur von der Aufsammlung des Typusmaterials im Jahr 1992 bekannt und wurde bei Feldarbeiten 2009–2012 wiedergefunden. Sie gedeiht in dichten Beständen terrestrisch auf Kalkstein oder eisenreichen Granitfelsen in der Nähe des Hochlandes im Residualplateau des Urucum an der Grenze von Brasilien und Bolivien nur im westlichen Teil des brasilianischen Bundesstaat Mato Grosso. Sie gilt als „endangered“ = „stark gefährdet“. - Dyckia exserta L.B.Sm.: Sie kommt in Paraguay vor. - Dyckia ferox Mez (Syn.: Dyckia hamosa Mez, Dyckia meziana O.Kuntze): Sie gedeiht terrestrisch auf trockenen Standorten und Wäldern in Höhenlagen von bis zu 1200 Metern in Brasilien, Bolivien, Paraguay und Argentinien. - Dyckia ferrisincola O.B.C.Ribeiro & Leme: Sie wurde 2015 aus dem brasilianischen Bundesstaat Minas Gerais erstbeschrieben. Sie gedeiht auf Felsen im Campos Rupestres in Höhenlagen von etwa 1200 Metern. - Dyckia ferruginea Mez: Sie gedeiht an senkrechten Felswänden aus roten Sandstein nur im brasilianischen Bundesstaat Mato Grosso. - Dyckia floribunda Griseb. (Syn.: Dyckia chaguar A.Cast., Dyckia gilliesii Baker): Sie gedeiht an trockenen Felshügeln in Höhenlagen von 800 bis 1200 Metern in Argentinien. - Dyckia formosensis Leme & Z.J.G.Miranda: Diese 2012 erstbeschriebene Art kommt nur im brasilianischen Bundesstaat Goiás vor. Sie wurde bisher nur terrestrisch im offenen Cerrado inmitten von Felsen wachsend in einer Höhenlage von etwa 1040 Metern gefunden. - Dyckia fosteriana L.B.Sm.: Es gibt zwei Varietäten nur im brasilianischen Bundesstaat Paraná: - Dyckia fosteriana L.B.Sm. var. fosteriana: Sie gedeiht auf Sandsteinfelsen. - Dyckia fosteriana var. robustior L.B.Sm.: Sie gedeiht auf Böden in Höhenlagen von etwa 1950 Metern. - Dyckia frigida Hook. f. (Syn.: Dyckia regalis Linden & E.Morren ex Baker): Sie wurde anhand eines in Lüttich kultivierten Exemplars erstbeschrieben. Sie gedeiht lithophytisch in Höhenlagen von etwa 900 Metern nur im brasilianischen Bundesstaat Paraná. - Dyckia glabrifolia Leme & O.B.C.Ribeiro: Sie wurde 2012 aus dem brasilianischen Bundesstaat Minas Gerais erstbeschrieben. Sie gedeiht lithophytisch auf Quarzitfelsen des „Campos Rupestres“ in Höhenlagen von etwa 900 Metern. - Dyckia glandulosa L.B.Sm. & Reitz: Dieser Endemit gedeiht in kleinen Gruppen zwischen Felsen nur im brasilianischen Bundesstaat Minas Gerais. - Dyckia goehringii E.Gross & Rauh: Sie gedeiht im Quarzsand nur im brasilianischen Bundesstaat Goiás. - Dyckia goiana L.B.Sm.: Sie gedeiht im Cerrado in Höhenlagen von etwa 800 Metern nur im brasilianischen Bundesstaat Goiás. - Dyckia gouveiana Leme & O.B.C.Ribeiro: Sie wurde 2012 aus dem brasilianischen Bundesstaat Minas Gerais erstbeschrieben. Sie wurde bisher nur lithophytisch auf Felsen mit einer dünnen Ansammlung von organischen Substrat im „Campos Rupestres“ wachsend entlang einer temporären Quelle in einer Höhenlage von etwa 1200 Metern bei Gouveia gefunden. - Dyckia gracilis Mez: Sie gedeiht auf trockenen, steinigen Böden in Wäldern und Savannen in Höhenlagen von 230 bis 500 Metern in Bolivien und Argentinien. - Dyckia grandidentata P.J.Braun & E.Esteves: Sie wurde 2008 aus dem brasilianischen Bundesstaat Mato Grosso do Sul erstbeschrieben. Sie gedeiht lithophytisch in Höhenlagen von etwa 240 Metern. - Dyckia granmogulensis Rauh: Sie gedeiht zwischen Felsen nur im brasilianischen Bundesstaat Minas Gerais. - Dyckia hatschbachii L.B.Sm.: Sie ist nur vom Typusmaterial bekannt, das 1951 in der Restinga des brasilianischen Bundesstaates Paraná gesammelt wurde. - Dyckia hebdingii L.B.Sm.: Sie gedeiht auf Felsen nur im brasilianischen Bundesstaat Rio Grande do Sul. - Dyckia hohenbergioides Leme & E.Esteves: Sie gedeiht terrestrisch nur im brasilianischen Bundesstaat Bahia. - Dyckia horridula Mez: Sie gedeiht terrestrisch in Brasilien. - Dyckia ibicuiensis T.Strehl: Sie gedeiht an felsigen Hängen zwischen Gräsern und anderen krautigen Pflanzen nur im brasilianischen Bundesstaat Rio Grande do Sul. - Dyckia ibiramensis Reitz: Dieser Endemit wurde bisher nur in einer Höhenlage von etwa 180 Metern im Flussbett des Rio Itajai do Norte in Ibirama im brasilianischen Bundesstaat Santa Catarina gefunden. - Dyckia incana O.B.C.Ribeiro & Leme: Diese Art wurde 2015 aus dem brasilianischen Bundesstaat Minas Gerais erstbeschrieben. Sie gedeiht terrestrisch im Campos Rupestres in Höhenlagen von etwa 1300 Metern. - Dyckia inconspicua P.J. Braun & K.-H. Tank: Sie wurde 2021 aus dem brasilianischen Bundesstaat Goiás erstbeschrieben. - Dyckia inflexifolia E.A.E.Guarçoni & M.A.Sartori: Diese seltene Art wurde 2012 neubeschrieben. Sie gedeiht lithophytisch oder terrestrisch auf magmatischen Gestein in Höhenlagen von etwa 1100 Metern. Dieser Endemit kommt nur im Municipio Sêrro im brasilianischen Bundesstaat Minas Gerais vor. Ihre kleine Population ist auf die „Ceu Aberto“ Farm beschränkt. - Dyckia insignis Hassl. (Syn.: Dyckia grandiflora Mez, Dyckia insignis var. macrantha Hassl., Dyckia insignis var. obtusiflora Hassl.): Sie gedeiht auf offenen felsigen Grund in Paraguay. - Dyckia irmgardiae L.B.Sm.: Sie kommt nur im brasilianischen Bundesstaat Rio Grande do Sul vor. - Dyckia irwinii L.B.Sm.: Sie gedeiht im offenen Cerrado oder an Feldrändern in Höhenlagen von 400 bis 525 Metern nur im brasilianischen Bundesstaat Mato Grosso. - Dyckia joanae-marcioi P.J.Braun, Esteves & Scharf: Diese Art wurde 2008 aus dem nördlichen Minas Gerais in Brasilien erstbeschrieben. Sie gedeiht terrestrisch in den steinigen Böden zwischen Sträuchern und Gräsern in Höhenlagen von etwa 900 Metern. - Dyckia jonesiana T.Strehl: Diese 2008 erstbeschriebene Art kommt nur im brasilianischen Bundesstaat Mato Grosso do Sul vor. Sie bildet Bestände auf Sandstein oder auf dem Boden zwischen den Felsen. - Dyckia julianae T.Strehl: Diese 2005 erstbeschriebene Art kommt nur im brasilianischen Bundesstaat Mato Grosso do Sul vor. Sie gedeiht lithophytisch. - Dyckia kranziana Leme: Diese 2011 erstbeschriebene Art kommt nur im brasilianischen Bundesstaat Mato Grosso vor. Sie gedeiht lithophytisch oder terrestrisch in der Cerrado-Vegetation in rötlichen Böden oder den Felsen in Höhenlagen von etwa 500 Metern. - Dyckia lagoensis Mez: Sie gedeiht in offener Strauchvegetation (Cerrado) und an Feldern in Höhenlagen von etwa 900 Metern nur im brasilianischen Bundesstaat Minas Gerais. - Dyckia laroccae P.J. Braun & Seringer: Sie wurde 2024 aus dem brasilianischen Bundesstaat Goiás erstbeschrieben. - Dyckia lemairaeana W.Bull: Ihre Stellung ist unklar (nicht gültig beschrieben), sie soll in Venezuela und Kolumbien vorkommen. - Dyckia leptostachya Baker (Syn.: Dyckia boliviensis Mez, Dyckia conspicua Mez, Dyckia hassleri Mez, Dyckia orobanchoides sensu Hoehne non Mez, Dyckia apensis Mez, Dyckia longifolia Mez, Dyckia rojasii Mez, Dyckia remotiflora var. montevidensis sensu L.B.Sm. non (K.Koch) L.B.Sm.): Sie gedeiht in offener Strauchvegetation (Cerrado) un an trockenen Standorten in Höhenlagen von 10 bis vielleicht 800 Metern in Brasilien, Bolivien Paraguay sowie Argentinien. - Dyckia limae L.B.Sm.: Sie gedeiht lithophytisch in den nordöstlichen brasilianischen Bundesstaaten Pernambuco sowie Paraíba. - Dyckia lindevaldae Rauh: Sie gedeiht terrestrisch auf erodierten Standorten in Höhenlagen von etwa 800 Metern nur im brasilianischen Bundesstaat Goiás. - Dyckia linearifolia Baker: Sie gedeiht in offener Strauchvegetation in Höhenlagen von 575 bis 650 Metern in den brasilianischen Bundesstaaten Minas Gerais sowie Sao Paulo. - Dyckia lunaris Leme: Sie wurde 2010 aus dem brasilianischen Bundesstaat Goiás erstbeschrieben. Sie wurde bisher nur lithophytisch wachsend in Alto Paraı́so in einer Höhenlage von etwa 1000 Metern gefunden. - Dyckia lutziana L.B.Sm.: Sie kommt in Brasilien vor. - Dyckia macedoi L.B.Sm.: Sie kommt nur im brasilianischen Bundesstaat Minas Gerais vor. - Dyckia machrisiana L.B.Sm.: Sie gedeiht in offener Strauchvegetation (Cerrado) und an Feldern in Höhenlagen von etwa 950 Metern nur im brasilianischen Bundesstaat Goias. - Dyckia macropoda L.B.Sm.: Sie kommt nur im brasilianischen Bundesstaat Minas Gerais vor. - Dyckia maracasensis Ule: Sie gedeiht lithophytisch in Höhenlagen von etwa 1050 Metern nur im brasilianischen Bundesstaat Bahia. - Dyckia maranhensis Guarçoni & Saraiva: Sie wurde 2020 aus dem brasilianischen Bundesstaat Maranhao erstbeschrieben. Sie wurde bisher nur auf Felsen wachsend in der Cerrado-Vegetation in einer Höhenlage von 170 bsi 350 Metern gefunden. - Dyckia maritima Baker (Syn.: Dyckia tomentosa Mez): Sie gedeiht auf felsigen oder grasbedeckt Untergrund meist in Küstennähe in Höhenlagen von 30 bis 50 Metern in den brasilianischen Bundesstaaten Santa Catarina sowie Rio Grande do Sul. - Dyckia marnier-lapostollei L.B.Sm.: Es gibt zwei Varietäten: - Dyckia marnier-lapostollei L.B.Sm. var. marnier-lapostollei: Sie gedeiht in Felsspalten in Höhenlagen von 1200 bis 1250 Metern nur im brasilianischen Bundesstaat Goia. - Dyckia marnier-lapostollei var. estevesii Rauh: Sie gedeiht lithophytisch nur im brasilianischen Bundesstaat Goias. - Dyckia martinellii B.R.Silva & Forzza: Sie wurde 2004 aus dem brasilianischen Bundesstaat Rio de Janeiro erstbeschrieben. Sie wurde bisher nur an der Küste zwischen Paratymirim und Saco do Mamangua auf Granitfelsen 3 bis 10 Meter oberhalb der Hochwasserhöhe in einer Höhenlage von etwa 5 Metern; diese Felsen werden oft von Regenwasser abgewaschen. - Dyckia mauriziae Esteves & Hofacker: Sie wurde 2011 in Die Bromelie, Heft 1, S. 39–45 aus dem brasilianischen Bundesstaat Goiás erstbeschrieben. Sie gedeiht terrestrisch an steil ansteigenden Standorten nahe dem Gipfelbereich kleiner Hügel auf kiesigen gelben Latosolböden zwischen verstreut stehenden laubabwerfenden kleinen Bäumen und Sträuchern im Cerrado in Höhenlagen von etwa 900 Metern in der Nähe der Stadt Cristalina gefunden. - Dyckia mellobarretoi L.B.Sm.: Dieser Endemit gedeiht im Sand nur im brasilianischen Bundesstaat Minas Gerais. - Dyckia mezii Krapp: Dieser neue Name ersetzt Dyckia argentea Mez 1894, der ein Homonym von Dyckia argentea G.Nicholson 1885 ist und deshalb nicht zulässig ist. Sie wurde nur im brasilianischen Bundesstaat Minas Gerais 1888 zweimal gesammelt und ist wohl ausgestorben; es existiert nur das Herbarmaterial dieser zwei Aufsammlungen. - Dyckia microcalyx Baker: Es gibt zwei Varietäten: - Dyckia microcalyx Baker var. microcalyx: Brasilien, Paraguay - Dyckia microcalyx var. ostenii L.B.Sm.: Argentinien - Dyckia milagrensis Leme: Brasilien - Dyckia minarum Mez: Brasilien - Dyckia mirandiana Leme & Z.J.G.Miranda: Sie gedeiht im Campos Rupestres in Brasilien. - Dyckia mitis Castellanos: Argentinien - Dyckia montezumensis Leme: Sie wurde 2012 aus dem brasilianischen Bundesstaat Minas Gerais erstbeschrieben. - Dyckia monticola L.B.Sm. & Reitz: Brasilien - Dyckia nana Leme & O.B.C.Ribeiro: Sie wurde 2010 aus dem brasilianischen Bundesstaat Minas Gerais erstbeschrieben. - Dyckia nervata Rauh: Brasilien - Dyckia niederleinii Mez: Argentinien - Dyckia nigrospinulata T.Strehl: Sie wurde 2008 aus dem brasilianischen Bundesstaat Mato Grosso do Sul erstbeschrieben. - Dyckia nobilis H.Büneker: Sie wurde 2016 aus dem brasilianischen Bundesstaat Minas Gerais erstbeschrieben. - Dyckia odorata L.B.Sm.: Brasilien - Dyckia oligantha L.B.Sm.: Sie kommt im brasilianischen Bundesstaat Minas Gerais vor. - Dyckia orobanchoides Mez: Brasilien - Dyckia oscarii Guarçoni & Sartori: Sie wurde 2020 aus dem brasilianischen Bundesstaat Minas Gerais erstbeschrieben. - Dyckia pampeana Büneker: Sie wurde 2018 aus dem brasilianischen Bundesstaat Rio Grande do Sul und aus Tacuarembó in Uruguay erstbeschrieben. - Dyckia paraensis L.B.Sm.: Brasilien - Dyckia pauciflora L.B.Sm. & R.W.Read: Brasilien - Dyckia paucispina Leme & E.Esteves: Brasilien - Dyckia pectinata L.B.Sm. & Reitz: Brasilien - Dyckia pernambucana L.B.Sm. (Syn.: Dyckia rupestris W.Till & Morawetz): Brasilien - Dyckia piauiensis Esteves & Gouda: Sie wurde 2014 aus dem brasilianischen Bundesstaat Piauí erstbeschrieben. - Dyckia piracanjubensis Esteves & Gouda: Sie wurde 2017 aus dem brasilianischen Bundesstaat Goiás erstbeschrieben. - Dyckia platyphylla L.B.Sm.: Brasilien - Dyckia polyclada L.B.Sm.: Brasilien - Dyckia pontesii H.Büneker, L.Witeck & K.Soares: Sie wurde 2015 erstbeschrieben. - Dyckia pottiorum Leme: Sie wurde 2012 aus dem brasilianischen Bundesstaat Mato Grosso do Sul erstbeschrieben. - Dyckia princeps Mez: Brasilien - Dyckia pseudococcinea L.B.Sm.: Brasilien - Dyckia pulquinensis Wittmack: Sie kommt nur in der Region Pulquina in Bolivien vor. - Dyckia pumila L.B.Sm.: Brasilien - Dyckia racemosa Baker: Brasilien - Dyckia racinae L.B.Sm.: Brasilien - Dyckia ragonesei Castellanos: Argentinien - Dyckia rariflora Schultes f.: Brasilien - Dyckia reitzii L.B.Sm.: Brasilien - Dyckia remotiflora Otto & Dietrich: Es gibt vier Varietäten: - Dyckia remotiflora var. angustior L.B.Sm.: Brasilien - Dyckia remotiflora var. montevidensis (K.Koch) L.B.Sm.: Brasilien, Uruguay, Argentinien - Dyckia remotiflora Otto & Dietrich var. remotiflora: Brasilien, Uruguay - Dyckia remotiflora var. tandilensis (Spegazzini) Cabrera: Argentinien - Dyckia retardata Winkler: Brasilien - Dyckia retroflexa Winkler: Brasilien - Dyckia richardii P.J.Braun & E.Esteves: Sie wurde 2008 aus dem brasilianischen Bundesstaat Goiás erstbeschrieben. - Dyckia rigida T.Strehl: Sie wurde 2005 aus dem brasilianischen Bundesstaat Rio Grande do Sul erstbeschrieben. - Dyckia rondonopolitana Leme: Sie wurde 2012 aus dem brasilianischen Bundesstaat Mato Grosso erstbeschrieben. - Dyckia saxatilis Mez: Brasilien - Dyckia schwackeana Mez: Brasilien - Dyckia secunda L.B.Sm.: Brasilien - Dyckia secundifolia Leme: Sie wurde 2012 aus dem brasilianischen Bundesstaat Mato Grosso erstbeschrieben. - Dyckia selloa (K.Koch) Baker: Brasilien und vielleicht Uruguay - Dyckia sellowiana Mez: Brasilien - Dyckia seringeriana P.J. Braun & Gastaldi: Sie wurde 2018 aus dem Grenzgebiet der brasilianischen Bundesstaaten Minas Gerais und Goias erstbeschrieben. - Dyckia sickii L.B.Sm.: Brasilien - Dyckia silvae L.B.Sm.: Brasilien - Dyckia simulans L.B.Sm.: Brasilien - Dyckia sordida Baker: Brasilien - Dyckia spinulosa L.B.Sm. & Reitz: Brasilien - Dyckia splendida Esteves & Gouda: Sie wurde 2018 aus dem brasilianischen Bundesstaat Mato Grosso do Sul erstbeschrieben. - Dyckia stenophylla L.B.Sm.: Brasilien - Dyckia stolonifera P.J.Braun & Esteves: Sie wurde 2009 aus dem brasilianischen Bundesstaat Mato Grosso do Sul erstbeschrieben. - Dyckia strehliana H.Büneker & R.Ponte: Sie wurde 2013 aus dem brasilianischen Bundesstaat Mato Grosso do Sul erstbeschrieben. - Dyckia subinermis Mez: Argentinien - Dyckia sulcata Guarçoni: Sie wurde 2014 aus dem brasilianischen Bundesstaat Minas Gerais erstbeschrieben. - Dyckia tankiorum P.J. Braun & Z.J.G. Miranda: Sie wurde 2024 aus dem brasilianischen Bundesstaat Goiás erstbeschrieben. - Dyckia tenebrosa Leme & H.Luther: Brasilien - Dyckia teresinae P.J. Braun Z.J.G. Miranda & K.-H. Tank: Sie wurde 2024 aus dem brasilianischen Bundesstaat Goiás erstbeschrieben. - Dyckia tenuis Mez: Brasilien - Dyckia tobatiensis Hassler: Paraguay - Dyckia tomentella Mez: Paraguay - Dyckia trichostachya Baker: Brasilien - Dyckia tuberosa (Vellozo) Beer (Syn.: Dyckia coccinea Mez): Brasilien - Dyckia tubifilamentosa Wand. & G.Sousa: Sie wurde 2014 aus dem brasilianischen Bundesstaat Piauí erstbeschrieben. - Dyckia tweediei Mez: Argentinien - Dyckia uleana Mez: Brasilien - Dyckia ursina L.B.Sm.: Brasilien - Dyckia velascana Mez: Argentinien - Dyckia velloziifolia Mez: Paraguay - Dyckia vestita Hassler: Paraguay - Dyckia vicentensis T.Strehl: Sie wurde 2008 aus dem brasilianischen Bundesstaat Mato Grosso do Sul erstbeschrieben. - Dyckia vilsonii P.J.Braun & Gastaldi (Syn.: Dyckia apiunensis P.J.Braun & Gastaldi): Sie wurde 2019 in Die Bromelie aus Santa Catarina erstbeschrieben. - Dyckia virgata Mez: Paraguay - Dyckia waechteri T.Strehl: Sie wurde 2008 aus dem brasilianischen Bundesstaat Mato Grosso do Sul erstbeschrieben. - Dyckia walteriana Leme: Sie wurde 2012 aus dem brasilianischen Bundesstaat Paraná erstbeschrieben. - Dyckia warmingii Mez: Brasilien - Dyckia weddelliana Baker: Brasilien |

Nicht mehr zur Gattung Dyckia gehört:
- Dyckia biflora Mez → Encholirium biflorum (Mez) Forzza[4]